# النمر الوردي (أفلام)
النمر الوردي (بالإنجليزية: The Pink Panther)‏ هو سلسلة من الأفلام الكوميدية التي ترتكز على شخصية شرطي المباحث الفرنسية المتلعثم جاك كلوزو التي بدأت في عام 1963 مع بداية عرض أول فيلم الدور نشأ من قبل، وارتبط ارتباطا وثيقا مع، بيتر سلرز معظم الأفلام كانت من إخراج وتأليف بليك إدواردز، والموسيقى من تأليف هنري مانشيني.
على الرغم من استخدام ألقاب في معظم الأفلام في هذه السلسلة، في «النمر الوردي» لا تكمن في شخصية كلوزو، ولكن في الماسة الكبيرة والقيمة الوهمية التي تحمل نفس الاسم الذي هو عنصر المؤامرة في أول فيلم في السلسلة. العبارة تظهر في عنوان الفيلم الرابع، عودة النمر الوردي، الذي فية سرقة الماسة هو مرة أخرى وسط المؤامرة، وهذا الفيلم أيضا شهدت عودة سلرز للدور بعد توقف دام عشر سنوات، الذي أسهم في بعض الخلط بين الشخصية والماسة. هذه العبارة قد استخدمت لجميع الأفلام اللاحقة في هذه السلسلة، وحتى عندما لا وجود للجوهرة في المؤامرة (الماسة لم تظهر إلا في ستة من أحد عشر فيلم في هذه السلسلة).
أول فيلم في سلسلة كانت مقدمتة سلسلة من الرسوم المتحركة، التي أنشأتها مؤسسة ديباتي فريليج وتعيين موسيقى هنري مانشيني، التي ميزت شخصية النمر الوردي. هذة الشخصية، التي صممها هولي برات، كانت في وقت لاحق الموضوع لسلسلة خاصة من الرسوم المتحركة—فضلا عن كونها واردة في مقدمة كل سلسلة افلام النمر الوردي إلا فيلم طلقة في الظلام والمفتش كلوزو.

## أفلام ومواضيع
على الرغم من أن اثنين من أحدث أفلام النمر الوردي تمثيل ستيف مارتن، معظم الأفلام في السلسلة بطوله بيتر سلرز في شخصية المفتش كلوزو وكانت من إخراج ومشاركة في التأليف بليك ادواردز. الجاز الشعبي القائم على موضوع الموسيقى كان من تأليف هنري مانشيني. بالإضافة إلى تسلسل الائتمانات، وموضوع يصاحب أي تسلسل والاثارة التي تنطوي على «فانتوم» في العمل على السرقة، وكلاهما في أول الافلام وفي أفلام الاثارة الاحقة.
مانشيني في مواضيع أخرى لأول فيلم يتضمن باللغة الإيطالية مجموعة من قطعة تدعي ميجليو ستاسيرا التي تهدف بالدرجة الأولى كما يبدو أن تعرض الممثلة الشابة فران جيفريز. أجزاء من إصدارات مفيدة تظهر أيضا في الموسيقى التصويرية للفيلم عدة مرات. قطاعات أخرى تشمل "ظلال سينت وهو "هونكي تونك" البيانو عرض مشهد الفيلم والمطاردة المناخية في شوارع روما. معظم المسارات المتبقية على ألبوم الموسيقى التصويرية هي أوائل 1960 قطعة اوركسترا الجاز، مطابقة لنمط العصر. على الرغم من الاختلافات في الموضوع الرئيسي تكرر كثير من المقطوعات في سلسلة النمر الوردي، فضلا عن سلسلة من الرسوم الكرتونية، مانشيني الف موسيقي مختلفة في طلقة في الظلام.
النمر الوردي هو لقب الماسة من المفترض أن تتضمن الخلل الذي يشكل صورة «الفهد القافز»، وهو ما يمكن ملاحظته لو وضعت في ضوء بطريقة معينة. هذا موضح في بداية الفيلم الأول، وتقترب الكاميرا من الماسة لكشف غموض الخلل، الذي يركز في النمر (وإن لم يكن في الواقع يقفز) لبدء فتح تسلسل الاعتمادات (وهذا أيضا قام به في العودة). حبكة الفيلم تتركز علي سرقة الماسة، والذي هو مذكور في خمسة أفلام أخرى من السلسلة (عودة النمر الوردي، طريق النمر الوردي، لعنة النمر الوردي، وعام 2006 طبعة جديدة من النمر الوردي)، وطبعة جديدة لتكملة النمر الوردي 2. اسم «النمر الوردي» أصبحت ملحقة بالمفتش كلوزو، وبنفس الطريقة التي استخدمت في عناوين فيلم "فرانكنشتاين" أشير إلى ان الدكتور فرانكشتاين خلق أو الرجل الرفيع استخدمت في سلسلة من الأفلام المباحث.
طلقة في الظلام، هو الفيلم الذي لم يكن أصلا على المفتش كلوزو، هو الفيلم الوحيد في هذه السلسلة (إلى جانب المفتش كلوزو ) الذي لم يفتتح أو ينتهي بالماسة أو بالرسوم المتحركة كثير من النقاد، بما في ذلك ليونارد مالتين، علقوا ان هذا الفيلم هو الأفضل في السلسلة.
في فيلم النمر الوردي الأصلي، وكان التركيز الرئيسي على ديفيد نيفن في دور السير تشارلز يتون، لص الجوهرة الشهير الملقب ب«الشبح» الفانتوم، وخطته لسرقة الماسة النمر الوردي من مالكه. دور المفتش كلوزو لم يكن سوى دور داعم ويتون كان خصم غير كفء، وقدمت كوميديا تهريجية كوميديا واضحة المعالم الي حد ما، دراما الجريمة المرحة، وعلى النقيض من التنافر نوعا من الأساليب التي ليست شاذة علي أفلام ادواردز. شعبية كلوزو جعلتة الشخصية الرئيسية في أفلام لاحقة للنمر الوردي، والتي كانت أكثر وضوحا كوميدية كوميديا تهريجية.
موسيقي مانشيني، مع وجود اختلافات في الترتيب، استخدم في البداية في قليل من أفلام كلوزو.
من قالب:Fy، أحد عشر فيلما للنمر الوردي، اثنين كان موجود «النمر الوردي» في العنوان:
| فيلم                           | العام   | ملاحظات |
| ------------------------------ | ------- | --- |
| النمر الوردي                   | قالب:Fy | على الرغم من أن البداية تهدف إلى بدء سلسلة لديفيد نيفن، كان بيتر سلرز أكثر شعبية حتى أن بقية السلسلة سوف تتشكل لمتابعة كلوزو بدلا من فانتوم / السير تشارلز يتون. |
| طلقة في الظلام                 | قالب:Fy | يتم عرضة بعد ثلاثة أشهر من النمر الوردي ، كلوزو يعود إلى تلعثم وهو في طريقه للتحقيق في جريمة قتل. كما يمثل هذا أول ظهور لكلا من هربرت لومي دريفوسوبيرت كوك كاتو. |
| مفتش كلوزو                     | قالب:Fy | في هذا الفيلم يظهر آلان آركين ككلوزو، ولم يظهر أي من الشخصيات (دريفوس، كاتو، فانتوم، الخ) من بقية السلسلة. على الرغم من أن تنتجها شركة ميريستش بليك ادواردز وهنري مانشيني لم يشاركوا في صنع هذا الفيلم. |
| عودة النمر الوردي              | قالب:Fy | الأمر لم يقتصر على عودة الشهير "النمر الوردي" الماسة، وإنما أيضا عودة ناجحة لبيتر سلرز ككلوزو (جنبا إلى جنب مع إدواردز، مانشيني، دريفوس، وكاتو). السير تشارلز يتون التي صورت من قبل كريستوفر بلامر. |
| النمر الوردي والضربات مرة أخرى | قالب:Fy | دريفوس 'الجنون يصل إلى قمته، حيث يحاول ابتزاز بقية العالم في مقتل كلوزو. نجح نجاحا واضحا على حد سواء نقديا وتجاريا، ولكن هذا الفيلم يمكن القول إنة من أسباب استمرارية بعض القضايا الكبرى للأفلام في وقت لاحق. |
| الانتقام من النمر الوردي       | قالب:Fy | ينظر البعض كبديل للضربات مرة اخري "متابعة" للعودة. تجاهل الضربات مرة اخري ، هذا الفيلم يعيد دريفوس وحفر كلوزو ضد اتصال الفرنسية. هذا هو الفيلم الأخير الذي لعب فية سلرز دور كلوزو، وتوفي بعد وقت قصير من إكماله. |
| طريق النمر الوردي              | قالب:Fy | ميزات بيتر سلرز ككلوزو باستخدام مواد غير مستخدمة من الضربات مرة أخرى، والقصد من ذلك هو تحية لسلرز، ولكن بعد صدوره، أرملة سلرز نجحت في رفع دعوى علي ادواردز والاستوديو لتشويه زكري صورة زوجها الراحل. ديفيد نيفن وكابوكين اعادوا الظهور كتكرار لأدوارهم الأصلية. |
| لعنة النمر الوردي              | قالب:Fy | مفتش كلوزو والماسة النمر الوردي، وكلاهما كان في عداد المفقودين في الطريق ، ومطاردة من قبل المحقق الاميركي المتلعثم، كليفتون سليت (تيد واس). العودة لكلوزو في حجاب من قبل نكروديتيد روجر مور بعد خضوعه لجراحة تجميلية لتغيير هويته. على الرغم من أن القصد من تفرخ سلسلة جديدة من العوارض لالرقيب سليت، والفيلم من شباك التذاكر في الأداء السيئ وهزيمة حاسمة أدت إلى السبات للنمر على مدى العقد القادم. |
| ابن النمر الوردي               | قالب:Fy | روبرتو بينيني يحاول إحياء سلسلة من خلال تصوير جاكيس جامبريللي جندرمة، ابن المفتش كلوزو الغير شرعي من قبل ماريا جامبريللي (المشتبه به من طلقة في الظلام). مرة أخرى، عودة العديد من النجوم السابقين المشاركين في النمر. على الرغم من أن المقصود أصلا لاعادة إطلاق سلسلة جديدة من البطل المتلعثم المحبوب، "الابن" يصبح الحلقة الأخيرة من بليك ادواردز الأصلي سلسلة النمر.                                |
| النمر الوردي                   | قالب:Fy | هذا سيعاد من جديد سلسلة النمر الوردي من بطولة ستيف مارتن والمفتش كلوزووكيفن كلاين كرئيسا المفتش درايفوس. ألا وهو اعادة لفيلم النمر الوردي الأصلي، وهذا يشكل نقطة انطلاق جديدة لسلسلة المعاصرة، وتعني كلوزو ودريفوس جنبا إلى جنب مع الماسة الشهيرة لجيل جديد. |
| النمر الوردي 2                 | قالب:Fy | تكملة لستيف مارتن فيلم النمر الوردي. مارتن مثل دوره، ولكن جون كليس يستبدل كيفن كلاين رئيسا المفتش درايفوس. |

أول خمسة أفلام لبيتر سلرز - بليك ادواردز عرضوا مسرحيا من الفنانين المتحدة، حتى تم بيعها لشركة ام جي ام. الطريق  واللعنة عرضوا من قبل إم جي إم / الترفيه تعميم الوصول إلى الخدمات. ابن النمر الوردي، على الرغم من أن انتجها الفنانين المتحدة، تم عرضها من قبل إم جي إم. اعتبارا من عام 2008، والحقوق فقط الفنانين المتحدة إلى عودة النمر الوردي هي الفيلم المؤلف والحقوق التوزيع المحلي (والذي يتضمن الإفراج عن مسرحية، وتوحيد التلفزيون، والإنترنت). جميع الحقوق الأخرى وراء هذا التوزيع هي التي تسيطر عليها يونيفرسال بيكتشرز 'التركيز ميزات التقسيم، في شراكة مع الشركة البريطانية إنتاج مركز الترفيه والخلف في المصلحة غرناطة الدولية—التركيز في الآونة الأخيرة إعادة إصدار هذا الفيلم على دي في دي لمنطقة 1. ومن المفارقات، ان ام جي ام لجزء من الحقوق هي نتيجة لاستوديو معالجة التوزيع المسرحي لمركز التجارة الدولية / غرناطة مكتبة المسرحية.
مركز التجارة الدولية في الأصل تهدف إلى جعل مفتش كلوزو مسلسل تلفزيوني، ولكن بليك ادواردز أقنع شركة إنتاج ليعود أول فيلم روائي طويل، وبعد سلسلة إذا كان الفيلم ناجحا. الفيلم فاق التوقعات من قبل أن يصبح الفيلم الأكثر ربحية لعام 1975. الفنانون المتحدة بسرعة اشترت شركة مركز التجارة الدولية في مجال الاستثمار والعمل على الفور بدأت في الفيلم القادم.
على الرغم من مسؤول، في عام 1968 فيلم المفتش كلوسلو عموما لا يعتبر من قبل المشجعين جزءا من النمر الوردي "الشريعة" نظرا لأنه لا ينطوي على سلرز أو ادواردز. بعض العناصر من أداء أركين والإلباس، ولكن تم الإبقاء عليها، عندما بيتر سلرز واستعادت دورها من أجل العودة في عام 1975. على الرغم من سوء الفهم الشائع، آلان آركين لا يظهر في طريق النمر الوردي.
طبعة جديدة من النمر الوردي، وبطولة ستيف مارتن والمفتش كلوزو، من إخراج شون ليفي، والتي ينتجها روبرت سيموندس، عرض في شباط / فبراير 2006. هذا هو أول فيلم النمر يعرض عن صور كولومبيا، التي تعاملات مع الشقيقة استوديو مترو غولدوين ماير هو جزء من سوني / كومكاست الكونسورتيوم. يتم تعيين في وقتنا الحاضر ويقدم مختلف الشخصيات الرئيسية، لذلك الانتماء إلى الاستمرارية مختلفة. مارتن أيضا من نجوم في جزء ثان، النمر الوردي 2، الذي صدر في عام 2009، كما كشف انه يتم التفاوض على النمر الوردي 3.

### الشخصيات

#### المفتش جاكيس كلوزو
- أول ظهور: النمر الوردي (1963)
- عدد مرات الظهور: جميع الأفلام النمر باستثناء ابن النمر الوردي.

جاكيس كلوزو هو شرطي مغفل متلعثم لكنه أيضا المفتش الباهر. انه لسبب غير مفهوم يتحدث باللغة الإنكليزية بلكنة الفرنسية مثيرة للسخرية، بينما الشخصيات الأخرى يتحدثون الإنجليزية، وغالبا مع لهجاتهم الخاصة. لكنة كلوزو كانت أقل وضوحا في الفيلم الأول؛ طلقة في الظلام فصاعدا لهجة مبالغ فيها أصبحت جزءا من نكتة. وقد اقترح أن تصوير شرطي فرنسي غير كفء يستند إلى الصورة النمطية للشرطة البريطانية الفرنسية، أو حتى الشعب الفرنسي ككل.
بيتر سلرز، والفاعل تصوير كلوزو، لاحظ أنه في رأيه، كلوزو يعرف انه مهرج، بل كلوزو لديه موهبة لا تصدق من أجل البقاء. الحظ أو البراعة عادة ما ينقذه. في الفيلم الأول، وهو هزلي حول مطاردة سيارة واحدة من نوافير روما في اصطدام بصوت عال لجميع المركبات (بعيدا عن الكاميرا، شهدت من قبل المشاة المرتبك)، مما أدى إلى إلقاء القبض على اللصوص (جميعهم من ارتدوا ازياء الغوريلا). يسرع هذا النهج، مع كلوزو هبوط الدرج؛ الوقوع في البرك والنوافير، مما تسبب الحرائق والكوارث، وحتى يتم تفجيره بقنابل مرارا وتكرارا طوال هذه السلسلة. في النمر الوردي ضربات مرة أخرى، والقتلة من جميع أنحاء العالم يتم إرسالها إلى قتل كلوزو؛ انه لادراك التعادل ينحني لربط الحذاء، أو يقع، وما إلى ذلك، في اللحظة المناسبة لضمان القضاء على القتلة واحد آخر. في طريق النمر الوردي، ونحن نرى في واحدة من ذكريات الماضي انه خلال الحرب العالمية الثانية، حتى كلوزو حاربوا في حركة المقاومة الفرنسية ضد الاحتلال الألماني، ولكن ذكريات الماضي مرة أخرى لا تؤدي إلا إلى التأكيد على حقيقة أن كلوزو يمكن البقاء على قيد الحياة على الرغم من أي شيء وعلى الرغم من عدم الكفاءة.
مفتش كلوزو هو الفرنسي وطني؛ بلاده في مقدمة أولوياته. انه كان عرضة للافتتان (التي غالبا ما تقابل) منذ ذلك الحين يجري الديوث السير تشارلز يتون. فهو في حيرة من مقلدي مرارا وتكرارا، إلى حد أنه يعالج هذه الاتهامات بأنها «سيدي أو سيدتي».
دور نشأ عن طريق بيتر سلرز، ولكن أيضا لعبه آلان آركين (في المفتش كلوزو)، ودانيال بيكوك ولوكا ميزوفونتي في الإصدار الأصغر سنا في طريق النمر الوردي، روجر مور (حجاب باعتباره جراحا غيرت وحة كلوزو في لعنة النمر الوردي)، وستيف مارتن (لعام 2006 في فيلم النمر الوردي وتكملةلعام 2009).

#### رئيس المفتش تشارلز اروس دريفوس
- الظهور الأول: طلقة في الظلام (1964)
- عدد مرات الظهور: جميع الأفلام النمر باستثناء الفيلم عام 1963 والمفتش كلوزو.

كلوزو وتفوقة، وتشارلز دريفوس، تم تقديمة في طلقة في الظلام، حيث كان يشغل رتبة مفوض. فهو يتشتت بسبب تصرفات كلوزو الخرقاء، لدرجة انه اصاب نفسة في صدره بسكين الرسائل للدهشة، في نهاية المطاف يدفعة للجنون. في عودة النمر الوردي، دريفوس قد تولى رتبة كبير المفتشين، وبدلا من المفوض. كما كان من قبل، ويذهب للجنون بحلول نهاية الفيلم، والذي ينتهي بدريفوس مقيد بسترة مجانين في حجرة مع كتابة «اقتل كلوزو» على الحائط بقلم بين أصابع قدميه. كما في طلقة في الظلام، في البداية دريفوس يعاني العديد من الإصابات الشخصية (التي تنطوي على بندقيته وولاعة سجائر في شكل مماثل وقصد قطع إبهامه مع السيجار وقطع في شكل مصغر المقصلة) من قبل قصد علي سبيل الخطأ خنق الطبيب المعالج في حين تخيل وفاة كلوزو ومن ثم بمحاولة اغتيال كلوزو ببندقية قناصة. في النمر الوردي ضربات مرة اخري، دريفوس على وشك أن يفرج عنه من المصحة النفسية بعد الشفاء الكامل، ولكن في غضون 5 دقائق من وصول كلوزو (التحدث إلى المجلس 'بالنيابة عن دريفوس)، عاني من إصابات مختلفة وحالات الانتكاس مرة أخرى إلى الجنون القاتل. دريفوس يهرب ن المصحة ويخطف عالم، ويجبرة علي إنشاء جهاز اشعاعي استخدمة لابتزاز بقية دول العالم في محاولة لاغتيال كلوزو. دريفوس يبدو أنة استسلم في نهاية الضربات مرة أخرى، ولكن في وقت لاحق، ودون أي تفسير، وقال انه يمكن العثور عليه في المصحة مرة أخرى في بداية الانتقام من النمر الوردي وطريق النمر الوردي، وانه سمح له بالعودة إلى منصب كبير مفتشي عندماكان كلوزو مفقود، وفي عداد القتلى. هربرت لومي الشهيرة أعطى شخصيته وعرة وضوحا التي وقعت عندما كان تحت الضغط، وبخاصة الأطفال المصاحبة مثل ضحك عندما يخططون لاغتيال كلوزو.
في ابن النمر الوردي، دريفوس (المفوض مرة أخرى) يتناول كلوزو على نفس القدر من الضحك علي ابنه جاكيس جامبريللي بالمقارنة مع المعاملة التي لقيها من كلوزو، دريفوس كان أكثر تسامحا مع جامبريللي في نهاية الفيلم، دريفوس يقع في حب عشيقة كلوزو السابقة ماريا جامبريللي (والدة جاكيس جامبريللي)، وتم زواجهن. في حفل الزفاف لاحقة، دريفوس شعر بالصدمة لمعرفة أن كلوزو وماريا انجبا التوائم : جاك وجاكلين جامبريللي.
في التمهيد لعام 2006 والنمر الوردي، دريفوس (مرة أخرى كالمفتش) يستخدم كلوزو كطعم في حين أنه هو نفسه يحاول حل الجرائم. دريفوس دائما يظهر كلوزو كاحمق، ولم يحاول قتلة، بينما كلوزو يهاجم صاحب العمل، ظنا خطأ في هويته. في وقت لاحق في الفيلم، دريفوس ليس عن قصد جر وراء سيارة كلوزو الذكية. دريفوس ينتهي بها المطاف في المستشفى، حيث يتسبب تلعثم كلوزو سقوطه من نافذة.
دريفوس مثلة هربرت لومي في أفلام بليك ادواردز، ومثلة وكيفن كلاين في فيلم لعام 2006. ومثلة جون كليز في تكملة 2009 خلفا لكلاين.

#### كاتو فونغ
- الظهور الأول : طلقة في الظلام (1964)
- عدد مرات الظهور : جميع الأفلام النمر باستثناء الفيلم عام 1968، المفتش كلوزو، وأفلام 2006-2009.

كاتو (توضيح «كاتو» في طلقة في الظلام) الصبي خادم كلوزو، وخبير في فنون الدفاع عن النفس. ومن غير الواضح ما إذا كان يعتقد ان كلوزو المخبر الكبير أو ما إذا كان مجرد مهرج. انها مزحة أنه دائما يهاجم كلوزو بشكل غير متوقع، لإبقاء كلوزو على المهارات القتالية واليقظة الشديدة. إذا ما انقطع خلال مثل هذا الهجوم (عن طريق مكالمة هاتفية)، كاتو يتوقف عن في صورة المعتدي ويصبح جيدا الانضباط كخادم.
في وقت لاحق في أفلام، كاتو يساعد كلوزو في بعض الحالات، بما في ذلك واحدة في هونغ كونغ. هنا، كاتو يلبس نظارات لكي يكون غير واضح، ولكن ينتهي به الأمر إلى تشغيل أشياء مختلفة بسبب وضعه الآن بسبب، ضعف البصر.
في البداية، ويبدو كاتو ليتطابق مع الصورة النمطية العرقية الصينية للتحدث في "كسر الإنجليزية" ويبتسم ابتسامة عريضة، ولكن الانتقام من النمر الوردي يكشف أنة في الواقع يتحدث بطلاقة في اللغة الإنجليزية، بما في ذلك اللغة الإنجليزية العامية. يقترح أن علاقة الحب والكراهية موجود بين الرجلين، وأحيانا إلى حد أكبر على الكراهية للكاتو.
في الثأر، كاتو، معتقدا ان سيده قد مات، يدير بيتا للدعارة السرية في شقة كلوزو كلمة السر المستخدمة للوصول إلى بيت دعارة كان أن يدعي أنه مفتش كلوزو، والذي تسبب في مشهد مضحك عندما يظهر المفتش كلوزو الحقيقي. كاتو فتح بيوت الدعارة في آخر لعنة النمر الوردي، وتحويل شقة كلوزو إلى متحف يضم كل التنكر للمفتش التي كان يرتديها على مر السنين.
كاتو استند كاتو، علي صاحب الدبور الأخضر الذي تضطلع به بروس لي. [بحاجة لمصدر] اعتمادات طلقة في الظلام حتى اسمه قائمة مكتوبة مع «كاف»، على الرغم من أنه تم تغييره إلى «جيم» لجميع المظاهر اللاحقة.
كاتو مثلة بيرت كوك، الذي كان من المفروض ان يشارك في إحياء عام 2006، لكن مواعيد التصوير لم تناسب الموعد المحدد نظرا لالتزاماته بشأن برنامج بي بي سي بدقة تعال الرقص. دور كاتو رشح لة جاكي شان. في نهاية المطاف، ومع ذلك، تم إلغاء الدور، خوفا من أن الصورة النمطية الصينية للغاية غير صحيحة سياسيا للجماهير الحديثة. كاتو استعيض عن شخصية جديدة، جندرمة جيلبرت بونتون، الذي مثلة جان رينو، المعينة من قبل رئيس المفتشين دريفوس لمراقبة كلوزو. في تحول في الإعداد مع كاتو، من شأنه أن هجوم بونتون علي كلوزو في كثير من الأحيان بشكل غير متوقع ؛ بونتون دائما كسب المعركة، خلافا لكاتو، الذي غالبا ما يخسر المعارك التي تضم كاتو كانت دائما أكثر تدميرا وقتا أطول من تلك التي بينة بونتون.

#### الرقيب فرانسوا شوفالييه
فرانسوا، دريفوس 'مساعد، وعموما يلاحظ التفاعلات مع رئيسه كلوزو (وما تلاه من انهيار عاطفية) مع الذهول الهادئة. أندريه ماراني، ممثل فرنسي، لعب دور فرانسوافي ستة أفلام النمر، وابن النمر الوردي، وتم الاستعانة بالممثل ديرموت كراولي (بعد وفاة ماراني في 1992). في وقت لاحق أصبح مساعدا لكلوزو. في طربق النمر الوردي ولعنة النمر الوردي تم تغيير اسمه إلى الرقيب فرانسوا دورفال في التمهيد 2006، نسخة من الإناث فرانسوا (يدل على ان عمل مساعدا لدريفوس ويرتدي نظارات)، نيكول (ايميلي مورتيمر، كما يبدو دريفوس 'سكرتيرة وصديقه لكلوزو. في الفيلم عام 2009، بتم زواج كلوزو ونيكول.

#### السير تشارلز يتون / الوهمية (الفانتوم)
«فانتوم» لص جوهرة ؛ العدو اللدود لكلوزو (بعد دريفوس) في العديد من الأفلام، والمعروفة لدى الجمهور كالسير تشارلز يتون. يغادر مسرح الجريمة ويترك «بطاقة الدعوة» وقفاز أبيض مع حرف «ف» منمق. في الفيلم الأول مثلة ديفيد نيفن، والعودة مثلة كريستوفر بلامر. في فيلم اخر كان لدية نقش، ومرة أخرى يقوم بها من قبل، ثم الشيخوخة ونيفن واهية، والذي كان صوتة انطباعي من ليتل ريتش. في النمر الوردي 2، فانتوم يتم استبداله باللص البارع، التورنادو.

### التقدير والمراجع إلى الأفلام
- في حلقة من سلسلة أنيم لوبين الثالث، يلقب «الفهد الأسود» (يطلق علية لقب الأمريكي «مطاردة عيد ميلاد»)، والطابع الجنائي والعقل المدبر الرئيسي لوبين في محاولات لسرقة الفهد الأسود الماسة كهدية لعيد ميلاد صديقته / منافس فوجيكو. عادة، لوبين لا بد أن تتعامل مع تدخل المفتش زينيجاتا، ولكن في هذه الحلقة، زينيجاتا بوضوح مستوحاة من شخصية كلوزو المفتش كوناسو. كوناسو حتى يساعده كاتو مستوحاة من الطابع، هاجيتو. أيضا في الحلقة، لوبين وكوناسو كلاهما يتسلل لمستعمرة، يشبه إلى حد كبير ما فعلة كلوزو في طلقة في الظلام. أيضا، حسب مذكرة، ماسة الفهد الأسود، عندما يضيء الضوء عليها في زاوية معينة، يظهر شخصية النمر الوردي للرسوم المتحركة. هذا تون "" يبدو أن يعطي للماس حياة خاصة به، وكلما انخفض بشكل غير متوقع، الماس يبدو أنة يجري مثل النمر الهارب، مع تون "" مرئية للجمهور كما يفعل ذلك.
- في حلقة من سلسلة الرسوم المتحركة مغامرات جاكي تشان، يلقب «أدخل... الافعى»، يجب علي جاكي شان وابنة أخته جاد حماية «بينك بوما» الماسة من سارقة المجوهرات تدعي الافعى.
- في حلقة عائلة سمبسون " هذا ويجي الصغير"، وهو مذيع في التلفزيون رئيس ويجوم سمع وهو يقول «و الآن العودة إلى عودة النمر الوردي، بطولة كين فاهل والمفتش كلوزو».
- في عائلة سمبسون الموسم 5 حلقة "هومر عضو لجنة الامن " القط سبرينغفيلد لص الطابع يستند إلى فانتوم. عندما يسطو على منزل عائلة سمبسون الموسيقى الخلفية تشبه إلى حد كبير موسيقى النمر الوردي، وانه يترك بطاقة اتصال في مسرح الجريمة. يسرق مكعب الزركونياأكبر مكعب في العالم من متحف، مثل الفانتوم الذي يسرق الماسة النمر الوردي. عندما يتم القبض عليه تبين أنة لطيف، يشبه شخصية ديفيد نيفن.
- في إعلان لشركة ابل للكمبيوتر اى فون، المفتش كلوزو يشاهد وهو يرد على هاتفه.
- كاتو يظهر في الفيلم مفتش جادجيت خلال اجتماع التوابع المجهول.
- فكرةالنمر الوردي ' استخدمت كموسيقى الخلفية للعبة التسعير ا المفرقعات الآمن في لعبة عرض السعر مناسبا من عام 1976 حتى عام 1992. تمت إزالته من اللعبة لان المنتجين قد سئموا من الاضطرار إلى دفع إتاوات في كل مرة يستخدموا الموسيقي. [بحاجة لمصدر]
- في الأسرة غي الحلقة الهروب من الصعب القيام به هناك مشهد مطاردة في مدينة آسيوية الذي هو محاكاة ساخرة من المشهد مطاردة الأصلي بالقرب من نهاية الانتقام من النمر الوردي، وذلك باستخدام نفس الموسيقى.

## تحليل سلسلة الافلام
| فيلم                       | تاريخ الاصدار         | الاستقبال | إجمالي الربح  |
| -------------------------- | --------------------- | --------- | ------------- |
| النمر الوردي (1963)        | 19 ديسمبر، 1963       | 88 ٪      | $ 10,878,107  |
| طلقة في الظلام             | 23 يونيو، 1964        | 100 ٪     | $ 12,368,234  |
| مفتش كلوزو                 | 19 يوليو، 1964        | غ / م     | غ / م         |
| عودة النمر الوردي          | 21 مايو، 1975         | 88 ٪      | $ 41,833,347  |
| النمر الوردي يضرب مرة أخرى | 15 ديسمبر، 1976       | 82 ٪      | $ 33,833,201  |
| الانتقام من النمر الوردي   | 19 يوليو، 1976        | 81 ٪      | $ 49,579,269  |
| طريق النمر الوردي          | 17 ديسمبر، 1982       | 27 ٪      | $ 9,056,073   |
| لعنة النمر الوردي          | 21 أغسطس / آب 1983    | 23 ٪      | $ 4,491,986   |
| ابن النمر الوردي           | 27 آب / أغسطس 1993    | 18 ٪      | $ 2,438,031   |
| النمر الوردي (2006)        | 10 فبراير / شباط 2006 | 23 ٪      | $ 158,851,357 |
| النمر الوردي 2             | 6 فبراير / شباط 2009  | (13%).    | $ 75,936,494  |

## النمر الوردي الطابع والرسوم المتحركة

والنمر الوردي شخصية للرسوم المتحركة

افتتاح سلسلة من العنوان الأصلي قالب:Fy فيلم النمر الوردي كان هذا النجاح مع المديرين التنفيذيين للفنانين المتحدة لأنها قررت أن تسلسل لقب في سلسلة من الرسوم المتحركة القصيرة المسرحية. مؤسسة ديباتي- فريلينج، التي تديرها في السابق [[وارنر بروس كارتون ديفيد اتش ديباتي وفريز فريلينج|وارنر بروس كارتون ديفيد اتش ديباتي وفريز فريلينج]]، أنتجت الافتتاحية المتوالية، مع فريلينج مخرجا. بتكليف من الفنانين المتحدة تم عمل سلسلة طويلة من الأفلام السينمائية القصيرة النمر الوردي، وأولها، قالب:Fy 'ق الفينك الوردي، وحصل على قالب:Fy جائزة الأوسكار لفيلم رسوم متحركة قصير. بحلول أواخر1960، كان يجري بث الرسوم المتحركة صباح كل يوم سبت، وافلام اخري قصيرة جديدة التي يجري إنتاجها للبث التلفزيوني والمسرحي على حد سواء. شخصية الرسوم المتحركة النمر الوردي ظهرت في أجهزة الكمبيوتر الشخصية ووحدة تحكم ألعاب الفيديو، وكذلك حملات إعلانية لشركات عدة.

## وصلات خارجية
- صفحة النمر الوردي —مزارا للنمر الوردي
- صفحة المفتش كلوزو—تكريم الموقع لبيتر سلرز
- الصفحة الرسمية لبيتر سلرز
- النمر الوردي في إنترنت موفي داتابيز
- 'العلاجية بينك'—مناقشة مكرسة للنمر الوردي
- 'النمر الوردي' فيلم قصير (مشاهد بارزة من فيلم سيعرض قريبا)